# Daniel Castellani
Daniel Jorge Castellani (* 21. března 1961 Buenos Aires) je bývalý argentinský volejbalista. Měří 195 cm a hrál na pozici smečaře. Profesionálním volejbalistou je i jeho syn Iván Castellani.
Začínal v klubu Gimnasia y Esgrima de Buenos Aires a v roce 1980 se stal juniorským mistrem Jižní Ameriky. S argentinskou mužskou volejbalovou reprezentací získal na domácím mistrovství světa ve volejbale mužů 1982 bronzovou medaili, na MS 1986 byl sedmý a na MS 1990 šestý. Na letních olympijských hrách obsadil s argentinským týmem v roce 1984 šesté místo a v roce 1988 třetí místo. Italskému klubu Pallavolo Falconara pomohl v roce 1986 získat Vyzývací pohár CEV.
Hráčskou kariéru ukončil v roce 1993 a stal se trenérem. Dovedl tým Argentiny k vítězství na Panamerických hrách v roce 1995 a Club Ciudad de Bolívar k titulu mistra Argentiny 2003 a 2004. Pak působil v Polsku, s klubem Skra Bełchatów vyhrál ligu v letech 2007, 2008 a 2009 a polská mužská volejbalová reprezentace se pod jeho vedením stala v roce 2009 mistry Evropy. S Fenerbahçe Istanbul získal v roce 2012 turecký titul a v roce 2014 Vyzývací pohár CEV. Také trénoval finskou reprezentaci, belgický Noliko Maaseik a brazilský Vôlei Taubaté. Od května 2021 je opět koučem Fenerbahçe.
Je držitelem Ceny Konex (1990) a Řádu znovuzrozeného Polska (2009).